# Acrocera transbaicalica
Acrocera transbaicalica är en tvåvingeart som beskrevs av Pleske 1930. Acrocera transbaicalica ingår i släktet Acrocera och familjen kulflugor. Inga underarter finns listade i Catalogue of Life.